# Christoph Miller
Christoph Miller (fl. XVII secolo) è stato un orologiaio tedesco del XVII secolo.
Importante costruttore di orologi, Christoph Miller (anche Müller) era stato accolto quale Meister nella potente corporazione degli orologiai di Augusta nel 1637.